# Valentin Gerlach
Johann Valentin Gerlach (* 26. November 1858 in Frankfurt am Main; † 7. Juni 1957 in München) war ein deutscher Bakteriologe und Hygieniker. Er war langjähriger wissenschaftlicher Leiter des Bunds Deutscher Nahrungsmittel-Fabrikanten und -Händler und Schriftleiter der Deutschen Lebensmittel-Rundschau.

## Leben
Gerlach war ein Sprössling einer Frankfurter Bürgerfamilie – Bürgerrecht seit 1693 für den aus Goslar stammenden Michael Gerlach (1661–1735). Er war der Sohn des Baumeisters Johann Jakob Gerlach (1829–1902) und seiner Ehefrau Margarethe Drill (1828–1909). Valentin Gerlach besuchte zunächst die höhere Gewerbeschule in Frankfurt. Anschließend studierte er an der Technischen Hochschule Karlsruhe. Dort wurde er im Corps Alemannia Karlsruhe aktiv. In seinen beiden Semestern als Consenior entwickelte er sich zu einem prominenten Waffenstudenten. Er focht zwanzig Schlägermensuren und fünf schwere Säbelpartien, davon drei ohne Bandagen. Da er das väterliche Architektenbüro übernehmen sollte, aber eigentlich zu den Naturwissenschaften neigte, schloss er das Studium mit dem chemischen Fachexamen ab. Nebenbei studierte er Musik.
Als Lebensberuf hatte er sich die Medizin, speziell die Hygiene erkoren. Bereits als Einjährig-Freiwilliger hatte er mit den Vorbereitungen zum Abitur begonnen. Er bestand es am Landgraf-Ludwigs-Gymnasium in Gießen. Medizin studierte er an der Ludwig-Maximilians-Universität München, der Friedrich-Wilhelms-Universität zu Berlin und der Ruprecht-Karls-Universität Heidelberg. Die Albert-Ludwigs-Universität Freiburg promovierte ihn 1903 zum Dr. med. Er spezialisierte sich auf Bakteriologie und Hygiene. Nach kurzer ärztlicher Praxis wurde er Vorstand der Hygienischen Abteilung am Untersuchungsamt Wiesbaden, sodann Mitgründer des Chemisch-Hygienischen Instituts. 1910 übernahm er die wissenschaftliche Leitung des Bundes Deutscher Nahrungsmittel-Fabrikanten und -Händler mit Sitz in Nürnberg. Zugleich wurde er Schriftleiter der Deutschen Lebensmittel-Rundschau, was er bis zu seinem Tode – über 47 Jahre – blieb. Er kam in fast alle Länder Europas, mehrfach ins kaiserliche Russland. Er war Mitglied des Reichsgesundheitsamtes und bis zuletzt wissenschaftlicher Berater der Bundesvereinigung der deutschen Ernährungsindustrie.
Als Vorsitzender des Corpsphilisterverbandes befreundete er sich mit den Münchner Hercynianern im Raum Nürnberg–Fürth. Nachdem er Anfang der 1930er Jahre nach München übersiedelt war, wurde er 1935 Corpsschleifenträger der Hercynia. Die Erneuerung des Corpsstudententums nach dem Zweiten Weltkrieg brachte den 90-Jährigen in die vorderste Linie. Wie kaum ein anderer engagierte er sich für die Rekonstitution seines zweiten Corps im Münchner Senioren-Convent. Am 7. Juli 1950 erhielt er das Hercynianerband.
Verheiratet war Gerlach seit 1888 mit Marie geb. Niederhaeuser (1863–1941), mit der er drei Söhne hatte: Walther (1889–1979) und die Zwillinge Wolfgang (1891–1976) und Werner (1891–1963). Alle drei wurden im Corps Borussia Tübingen aktiv. Walther Gerlach wurde Physiker, Wolfgang Gerlach praktischer Arzt und Werner Gerlach Pathologe.
Valentin Gerlach starb 1957 in München und wurde auf dem dortigen Waldfriedhof beigesetzt.

## Schriften
- Physiologische Wirkungen der Benzoesäure und des benzoesauren Natron. Wiesbaden 1909.
- Deutsches Nahrungsmittelbuch. 1922.
- Deutsche Lebensmittel-Rundschau. 1910–1957

## Ehrungen
- Bundesverdienstkreuz 1. Klasse (31. Januar 1954).[8]